# عامود 1

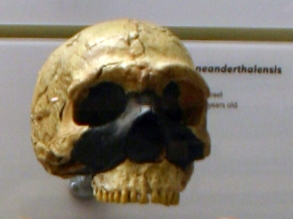

عامود 1 (بالإنجليزية: Amud 1) هو هيكل عظمي شبه كامل ولكنه سيئ الحفظ لنياندرتال راشد من جنوب غرب آسيا، يُعتقد أن عمره 55 ألف سنة. اكتُشف في كهف العامود بالقرب من نهر العامود في الجليل الأعلى في شمال فلسطين، اكتشفه هيساشي سوزوكي في يوليو 1961، والذي قال أنه لذكر. يُقدر طوله بـ1.78 متر، ولذلك فإنها تُعتبر أطول عينة عن أي نياندرتال آخر، ولجمجمته أكبر سعة جمجمية (1736-1740 سم3) عن أي جمجمة أثرية لأي من القردة العليا، وطبقًا لرالف هولواي فإن ذلك يجعلها واحدة من أشهر عينات نياندرتال.
وجدت الجمجمة في مكانة عالية في التسلسل الجيولوجي لطبقات الأرض ولم تكن مختلطة بأي مصنوعات من العصر الحجري القديم العلوي، ولكنه كان مصحوبًا بالقطع الفخارية من المستويات الأعلى. وبسبب ذلك لم تؤخذ على محمل الجد الاقتراحات عن الزمن القريب للغاية الذي تعود إليه عامود 1 والبقايا الأخرى (بمقاييس نياندرتال) بنحو 28 ألف و20 ألف سنة. وبالتالي أعيد تأريخها إلى 55 ألف سنة برنين الدوران الإلكتروني.
وكمثل عينات نياندرتال الأخرى في بلاد الشام (مثل الطابون سي 1 وعينات كهف شاندر)، جمجمة عامود 1 طويلة وعريضة ومنخفضة ولها أنف ووجه كبيران بصورة مميزة، مع بروز للفك العلوي في منتصف الوجه، وحنك كبير والفك السفلي. على عكس عينات نياندرتال الأخرى بالقرب من الشرق، كما أن القوس الحاجبية نحيلة، وذقنه بالرغم من أنها محدودة نسبةً لمعايير الإنسان الحديث فإنها إلى حد ما متطورة. بالرغم من أن عامود 1 أطول بصورة ملحوظة عن أي نياندرتال آخر، إلا أن جسمه ممتلئ وقوي ولديه أطراف قصيرة بالتشابه مع أجسام النياندرتال الكلاسيكية في غرب أوروبا المتكيفة مع البرودة.
فسر سوزوكي هذه الصفات مبدئيًّا كشكل وسيط بين نياندرتال الشامي (عينات الطابون وكهف شاندر) والبشر المعاصرين تشريحيا بالشام (أشباه البشر في السخول والقفزة). في 1995، جادل هوفرز وزملاؤه أن التمايزات الجمجمية والفكية تجعله نياندرتال بصورة مؤكدة، وهو التصنيف المقبول حاليًا، بالرغم من رفض بيلفر-كوهين (1998) له. تُعتبر عامود 1 متقدمة للغاية بالنسبة لنياندرتال، وبها العديد من الصفات المتشاركة مع البشر المعاصرين تشريحيا وحتى مع الإنسان الحديث. الهيكل محفوظ حاليًا في جامعة تل أبيب الإسرائيلية.